# 루드나야프리스탄

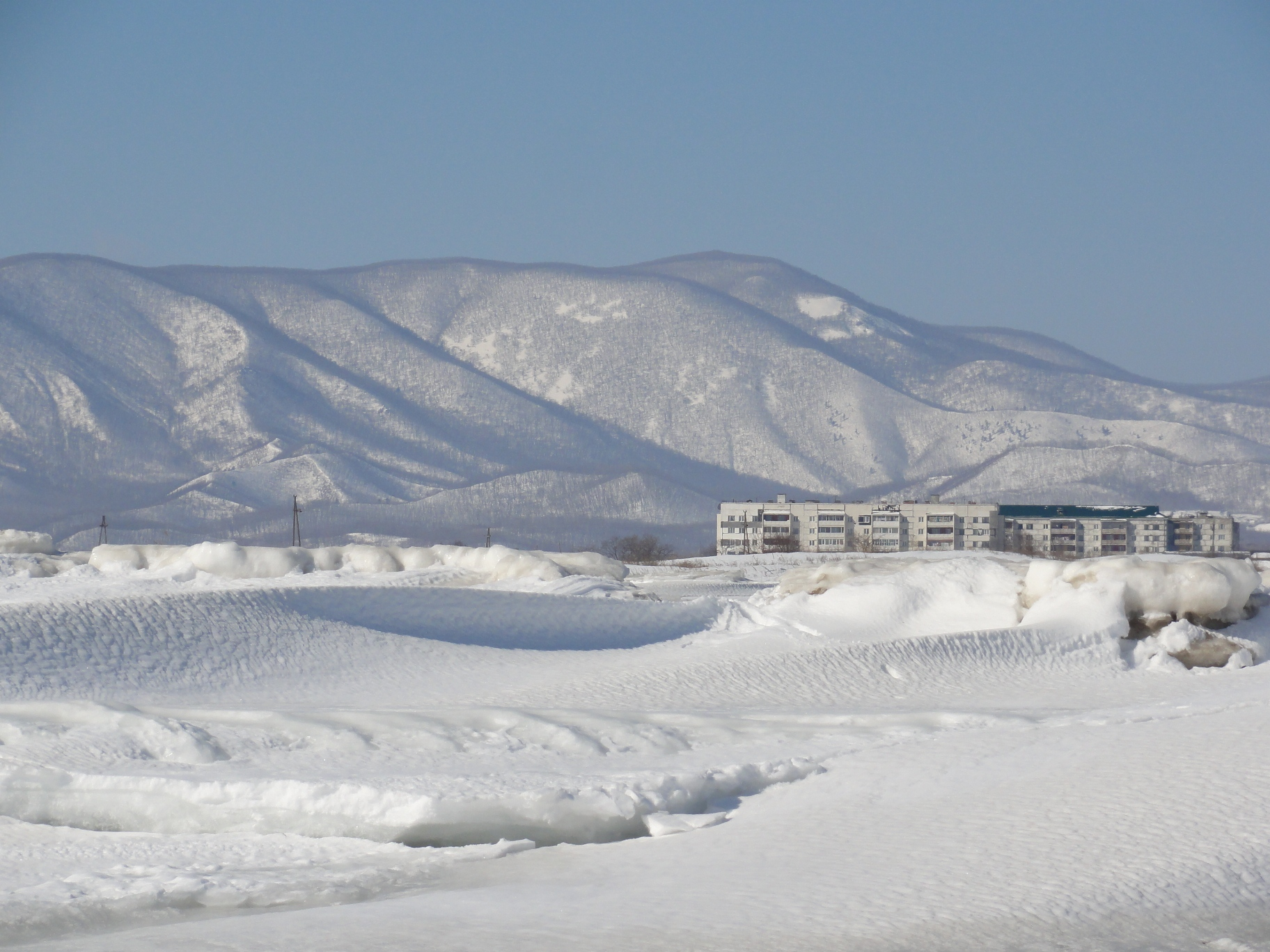

루드나야프리스탄(러시아어: Ру́дная При́стань)은 프리모르스키 지방의 포글라니치니 군에 위치한 마을이다. 동해에 접해 있고 인구는 5,000명이다.
루드나야 강의 하구에 위치해 있다. 달네고르스크에서 35km 떨어져 있고, 블라디보스토크에서 북쪽으로 약 514km 떨어져 있다.